# Cantone di Longueville-sur-Scie
Il Cantone di Longueville-sur-Scie era una divisione amministrativa dell'arrondissement di Dieppe.
È stato soppresso a seguito della riforma complessiva dei cantoni del 2014, che è entrata in vigore con le elezioni dipartimentali del 2015.
Comprendeva i comuni di
- Anneville-sur-Scie
- Belmesnil
- Bertreville-Saint-Ouen
- Le Bois-Robert
- Le Catelier
- Les Cent-Acres
- La Chapelle-du-Bourgay
- La Chaussée
- Criquetot-sur-Longueville
- Crosville-sur-Scie
- Dénestanville
- Heugleville-sur-Scie
- Lintot-les-Bois
- Longueville-sur-Scie
- Manéhouville
- Muchedent
- Notre-Dame-du-Parc
- Saint-Crespin
- Sainte-Foy
- Saint-Germain-d'Étables
- Saint-Honoré
- Torcy-le-Grand
- Torcy-le-Petit